# Arbiblatta reticulata
Arbiblatta reticulata är en kackerlacksart som först beskrevs av Lucien Chopard 1936.  Arbiblatta reticulata ingår i släktet Arbiblatta och familjen småkackerlackor.
Artens utbredningsområde är Marocko. Inga underarter finns listade i Catalogue of Life.